# اریک فان میر
اریک فان میر (به انگلیسی: Eric Van Meir) بازیکن فوتبال اهل بلژیک و عضو تیم ملی فوتبال بلژیک است که در تاریخ ۶ اکتبر ۱۹۹۳ میلادی اولین بازی ملی‌اش را مقابل تیم ملی فوتبال گابن انجام داد. او در ۳۴ بازی ملی حضور داشت و جمعاً ۲۵۱۳ دقیقه برای تیم ملی فوتبال بلژیک به میدان رفت. اریک فان میر آخرین بازی ملی خود را در تاریخ ۱۴ ژوئن ۲۰۰۲ میلادی در برابر تیم ملی فوتبال روسیه انجام داد. وی در بازی‌های ملی‌اش ۱ گل به ثمر رساند.